# جوش رولاند
جوش رولاند (بالإنجليزية: Josh Rowland)‏ هو لاعب الرغبي ‏ نيوزلندي، ولد في 25 سبتمبر 1988 في أوكلاند في نيوزيلندا.